# Atractus thalesdelemai
Atractus thalesdelemai este o specie de șerpi din genul Atractus, familia Colubridae, descrisă de Passos, Fernandes și Zanella în anul 2005. Conform Catalogue of Life specia Atractus thalesdelemai nu are subspecii cunoscute.